# Francis Uzoho
Francis Odinaka Uzoho (Nwangele, Imo, Nigeria, 28 de octubre de 1998) es un futbolista nigeriano, juega como guardameta y su equipo es el A. C. Omonia Nicosia de la Primera División de Chipre.

## Biografía
Uzoho inició su carrera en clubes de su país, donde comenzó jugando de delantero, y con 14 años fue captado por un ojeador del Aspire Academy de Catar, donde se incorporó en 2014. Formó parte de la selección de fútbol sub-17 de Nigeria que se proclamó campeona de la Copa Mundial de Fútbol Sub-17 de 2013 celebrada en Emiratos Árabes Unidos.

## Trayectoria
En enero de 2017 se anunció su fichaje por el Real Club Deportivo de La Coruña de la Primera División de España, donde en un principio se incorporó al equipo juvenil B. Uzoho realizó la pretemporada con el primer equipo, reclamado por el técnico Pepe Mel, alternando actuaciones con el filial Fabril Deportivo. Debutó con el primer equipo del Dépor en la jornada 8 de la Primera División, el 15 de octubre de 2017 en el Estadio Municipal de Ipurúa ante la S. D. Eibar, convirtiéndose con 18 años y 352 días en el portero extranjero más joven en debutar en la historia de la Liga. El encuentro acabó con 0-0. Además fue el tercer portero más joven en debutar en un mundial con 19 años, 7 meses y 19 días.
En julio de 2020 se hizo oficial su fichaje por el APOEL Nicosia firmando un contrato por tres temporadas, hasta 2023. En septiembre del año siguiente rescindió su contrato y regresó al A. C. Omonia Nicosia.

## Selección nacional
Con apenas 19 años, fue el arquero titular de la selección de Nigeria en la Copa Mundial de Fútbol de 2018 disputada en Rusia.

### Participaciones con la selección nacional
| Competición                    | Categoría | Sede            | Resultado        | Partidos | Goles (*) |
| ------------------------------ | --------- | --------------- | ---------------- | -------- | --------- |
| Copa Mundial FIFA 2018         | Absoluta  | Rusia           | Primera fase     | 3        | 4         |
| Copa Africana de Naciones 2019 | Absoluta  | Egipto          | Tercer puesto    | 1        | 0         |
| Copa Africana de Naciones 2021 | Absoluta  | Camerún         | Octavos de final | 1        | 0         |
| Copa Africana de Naciones 2023 | Absoluta  | Costa de Marfil | Subcampeón       | 1        | 0         |

(*) Se refiere a goles encajados.

## Palmarés

### Títulos nacionales
| Título         | Club                 | País   | Año  |
| -------------- | -------------------- | ------ | ---- |
| Copa de Chipre | A. C. Omonia Nicosia | Chipre | 2022 |
| Copa de Chipre | A. C. Omonia Nicosia | Chipre | 2023 |